# 銀色の道
「銀色の道」（ぎんいろのみち）は、1966年に発表された日本の楽曲である。ザ・ピーナッツとダークダックスとの競作となった。

## 解説
塚田茂作詞・宮川泰作曲で作成されたこの楽曲は、NHKの『夢をあなたに』（『夢であいましょう』の後継番組）から誕生し、2グループの歌手の競作となった。最初にダークダックスがテレビ番組で発表したが、レコードはキングレコードからザ・ピーナッツが先行して発売（シングル「ローマの雨」のB面曲）し、やや遅れてダークダックスも同じキングレコードから発売（シングルA面曲）した。『NHK紅白歌合戦』では、ダークダックスが1966年の第17回に歌唱した。現在でも両グループのCD全曲集に収録されることの多い楽曲である。
多くの文献では1967年の発表とされていることが多いが、日本音楽著作権協会 (JASRAC) の届出は1966年付である。
やや童謡的な曲調であり、落ち着いている歌ではあるが、明るめとなっているのが特徴である。宮川と塚田はこの楽曲を作成する際にフォークソングを意識し、ギター、それもAマイナーで作成を行ったと語っている。
作曲者の宮川は後年、小学生の一時期在住した北海道紋別市の住友金属鉱山鴻之舞鉱山（1973年閉山）で、土木技術者の父親が建設に携わった専用軌道「鴻紋軌道」（鴻之舞元山 - 紋別間）のレール跡の水たまりに月の光が映る姿を見て、「これこそ銀色の道だと確信した」という。
また同時に、「この歌詞を彼（塚田茂）から渡されたとき、どことなく懐かしさを覚えました。"遠い遠い遙かな道は冬の嵐が吹いているが谷間の春は花が咲いている－"。少年期を過ごした鴻之舞に重なる内容です。正直なところ、曲をつける時点では、それほど意識はしていなかったと思います。でも父が亡くなり、その後、何度か紋別を訪れて、父の無念の思いや自分の望郷の念が重なりあって自分自身、この曲の原点が鴻之舞にあると確信するようになったのです。」と言及している。
鴻之舞鉱山跡地と紋別駅跡地には2003年、同鉱山閉山30周年を記念して「銀色の道」歌碑が建立された。碑の除幕式典が行われた2003年7月20日には宮川自身が紋別を訪れ、鴻之舞と紋別の両式典会場で「銀色の道」を合唱する市民合唱団を指揮した。

## 作成者
- 作詞:塚田茂
- 作曲:宮川泰

## シングル収録曲
ザ・ピーナッツ盤（キング BS-515）
1. ローマの雨
作詞：橋本淳、作曲：すぎやまこういち、編曲：服部克久、演奏：レオン・サンフォニエット
2. 銀色の道
作詞：塚田茂、作曲・編曲：宮川泰、演奏：レオン・サンフォニエット

ダークダックス盤（キング BS-518）
1. 銀色の道
作詞：塚田茂、作曲：宮川泰、編曲：熊坂明
2. 誓いのウェディング・リング
作詞：羽柴由起子、作曲：佐々木勉、編曲：熊坂明

## 主なカバー
- 伊東ゆかり 中尾ミエ（1999年、アルバム『ザ・ピーナッツ・トリビュート』）
- 浜田真理子、 谷村美月（2005年、映画『カナリア』サウンドトラック『music from the motion picture カナリア』。バラード・ヴァージョン、ジャズ・ヴァージョン、オリジナル・サウンドトラック・ヴァージョンの3曲が収録されている。）
- ARAHIS（2006年、ミニアルバム『ARAHIS』）
- 福居一大（2006年、アルバム『Goldfinger』。津軽三味線での演奏。）
- みとせのりこ（2007年、アルバム『カタン-cotton-』）
- 茉奈 佳奈（2009年、アルバム『ふたりうた2』）
- Baby Boo（2014年、アルバム『うたごえ喫茶アルバム ～たびだちのうた～』）
- 華原朋美・misono（2016年、トリビュートアルバム『ザ・ピーナッツ トリビュート・ソングス』に収録）[4]
- ザ♂ベルカント5シンガーズ（2019年、アルバム『懐かしの昭和歌謡名曲集2～学生時代～』）
- 三山ひろし（2021年、アルバム『こころの歌~三山ひろし叙情歌を唄う~』）